# Megeces
Megeces è un comune spagnolo di 467 abitanti situato nella comunità autonoma di Castiglia e León.